# Понура
Понура — река в Динском и Калининском районах Краснодарском крае. Длина реки — 97 км, площадь водосборного бассейна — 1460 км². Впадает в Понурский лиман.
Исток реки — в 4 км юго-западнее станицы Динской (образуется слиянием рек 1-я Понура и 2-я Понура). Протекает через населённые пункты: Новотитаровская, Нововеличковская, Найдорф, Бойкопонура, Старовеличковская, Калининская. Впадает в Понурский лиман ниже станицы Калининской.
Ряд плотин разбивает реку на отдельные пруды. Некоторые пруды использовались в советское время рыбсовхозами для выращивания мальков и зарыбления.
По Географическому атласу Российской Империи В. П. Пядышева 1820—1827 гг., река имела название «Кунуръ» и имела сток непосредственно в Азовское море. По 10-вёрстной карте И. А. Стрельбицкого 1882 года, карте Кавказского края в масштабе 5 вёрст 1877 года, по данным В. Н. Ковешникова устье ранее находилось на Ангелинском ерике, по другим дореволюционным картам — слегка не доходила до него.
Название реки связано либо с тюрк. кунур, конур — «тёмный, бурый, коричневый» (либо от кун — день, солнце и ур — впадина — хорошо освещённая долина), либо с тюрк. Хунур (ху — «синий», нур — «озеро»), либо связано со словом «понурый» (по мнению Ковешникова, бездоказательно).